# Campeonato de Primera B 2019-20 (Argentina)
El Campeonato de Primera B 2019-20, fue la octogésima octava edición de la Primera B, tercera categoría del fútbol argentino en el orden de los clubes directamente afiliados a la AFA. Comenzó el 3 de agosto de 2019 y tuvo como nota destacada la supresión del sistema de promedios para determinar el descenso, en concordancia con el resto de los torneos de ascenso.
Los nuevos participantes fueron Argentino de Quilmes, campeón de la Primera C 2018-19, Deportivo Armenio, subcampeón, y Villa San Carlos, ganador del reducido por el tercer ascenso; y por otro lado, Los Andes, descendido de la Primera B Nacional 2018-19.
El torneo fue suspendido provisionalmente después de la disputa parcial de la octava fecha del Torneo Clausura, por las medidas gubernamentales para evitar la propagación de la covid-19. Finalmente, el 28 de abril, la Asociación del Fútbol Argentino lo canceló a causa de la extensión de la pandemia.

## Ascensos y descensos
| Promedio | Descendido de la Primera B 2018-19 |
| -------- | ---------------------------------- |
| 20.º     | Deportivo Español                  |

| Posición  | Ascendidos de la Primera C 2018-19 |
| --------- | ---------------------------------- |
| 1.º       | Argentino de Quilmes               |
| 2.º       | Deportivo Armenio                  |
| Gan. red. | Villa San Carlos                   |

| Posición  | Ascendidos a la Primera B Nacional 2019-20 |
| --------- | ------------------------------------------ |
| 1.º       | Barracas Central                           |
| 2.º       | Atlanta                                    |
| 3.º       | Estudiantes                                |
| 4.º       | Deportivo Riestra                          |
| Gan. red. | All Boys                                   |

| Promedio | Descendido de la Primera B Nacional 2018-19 |
| -------- | ------------------------------------------- |
| 14.º     | Los Andes                                   |

- De esta manera, el número de equipos participantes disminuyó a 18.

## Equipos participantes
| Equipo               | Localidad            | Estadio                      | Capacidad |
| -------------------- | -------------------- | ---------------------------- | --------- |
| Acassuso             | Boulogne             | La Quema                     | 800       |
| Almirante Brown      | San Justo            | Fragata Presidente Sarmiento | 25 000    |
| Argentino de Quilmes | Quilmes              | Argentino de Quilmes         | 7000      |
| Colegiales           | Munro                | Libertarios Unidos           | 6000      |
| Comunicaciones       | Buenos Aires         | Alfredo Ramos                | 3500      |
| Defensores Unidos    | Zárate               | Mario Losinno                | 8000      |
| Deportivo Armenio    | Ingeniero Maschwitz  | Armenia                      | 10 500    |
| Fénix                | La Reja              | No posee                     | -         |
| Flandria             | Jáuregui             | Carlos V                     | 5000      |
| J. J. de Urquiza     | Loma Hermosa         | Ramón Roque Martín           | 2500      |
| Los Andes            | Lomas de Zamora      | Eduardo Gallardón            | 35 000    |
| Sacachispas          | Buenos Aires         | Beto Larrosa                 | 4000      |
| San Miguel           | Los Polvorines       | Malvinas Argentinas          | 9000      |
| San Telmo            | Dock Sud             | Dr. Osvaldo Baletto          | 5500      |
| Talleres             | Remedios de Escalada | Talleres                     | 15 000    |
| Tristán Suárez       | Tristán Suárez       | 20 de Octubre                | 15 000    |
| UAI Urquiza          | Villa Lynch          | Monumental de Villa Lynch    | 1000      |
| Villa San Carlos     | Berisso              | Genacio Sálice               | 4000      |

| 1. 2. |

### Distribución geográfica de los equipos
| Región                                   | Cant. | Equipos |
| ---------------------------------------- | ----- | --- |
| Conurbano bonaerense                     | 13    | Acassuso, Almirante Brown, Argentino de Quilmes, Colegiales, Deportivo Armenio, Fénix, Justo José de Urquiza, Los Andes, San Miguel, San Telmo, Talleres (RdE), Tristán Suárez y UAI Urquiza |
| Ciudad de Buenos Aires                   | 2     | Comunicaciones y Sacachispas |
| Interior de la provincia de Buenos Aires | 2     | Defensores Unidos y Flandria |
| Gran La Plata                            | 1     | Villa San Carlos |

## Formato

### Ascenso
Los 18 participantes se enfrentaron en dos ruedas por el sistema de todos contra todos. Ambas constituyeron dos torneos separados, llamados Apertura y Clausura, que clasificarían a los respectivos ganadores a una final que consagraría al campeón, que obtendría el ascenso a la Primera Nacional. En caso de que un mismo equipo ganara ambos torneos, sería declarado campeón. Habría un segundo ascendido, que se definiría por un torneo reducido por eliminación directa, con formato a determinar, según sea un mismo equipo o dos distintos los ganadores de ambas fases. En caso de que un equipo se quedase con ambos torneos, ingresarían los ocho primeros de la tabla general, y si ambos certámenes fueran ganados por equipos diferentes, el perdedor de la final se sumaría en semifinales al reducido, que seráía comenzado por los seis  equipos que ocuparan los siguientes puestos de la tabla general.
Asimismo, el perdedor de la final del reducido y el mejor segundo de los hexagonales finales del Torneo Federal A 2019-20, disputarían un único partido en cancha neutral, cuyo ganador también obtendría el ascenso.
Al producirse la cancelación de los torneos a causa de la pandemia de covid-19, estos ascensos se determinarán en el Campeonato Transición de Primera B 2020.

### Descenso
El equipo que ocupara el último puesto en la tabla general de posiciones (la sumatoria de ambas ruedas), descendería a la Primera C. El descenso se anuló, luego de la cancelación del torneo.

### Clasificación a la Copa Argentina 2019-20
Los primeros seis equipos de la tabla final del Torneo Apertura clasificaron a los treintaidosavos de final de la Copa Argentina 2019-20.

## Torneo Apertura

### Tabla de posiciones final
| Pos. | Equipo               | Pts. | PJ | PG | PE | PP | GF | GC | Dif. |
| ---- | -------------------- | ---- | -- | -- | -- | -- | -- | -- | ---- |
| 01.º | Almirante Brown      | 33   | 17 | 9  | 6  | 2  | 16 | 7  | 9    |
| 02.º | Villa San Carlos     | 30   | 17 | 8  | 6  | 3  | 17 | 9  | 8    |
| 03.º | Comunicaciones       | 29   | 17 | 8  | 5  | 4  | 22 | 14 | 8    |
| 04.º | Talleres (RdE)       | 29   | 17 | 8  | 5  | 4  | 20 | 16 | 4    |
| 05.º | J. J. de Urquiza     | 28   | 17 | 8  | 4  | 5  | 21 | 17 | 4    |
| 06.º | San Telmo            | 26   | 17 | 8  | 2  | 7  | 20 | 17 | 3    |
| 07.º | Tristán Suárez       | 26   | 17 | 7  | 5  | 5  | 20 | 17 | 3    |
| 08.º | Los Andes            | 25   | 17 | 7  | 4  | 6  | 19 | 16 | 3    |
| 09.º | Defensores Unidos    | 25   | 17 | 6  | 7  | 4  | 17 | 15 | 2    |
| 10.º | Deportivo Armenio    | 23   | 17 | 6  | 5  | 6  | 22 | 22 | 0    |
| 11.º | Flandria             | 22   | 17 | 5  | 7  | 5  | 24 | 19 | 5    |
| 12.º | Acassuso             | 21   | 17 | 4  | 9  | 4  | 20 | 18 | 2    |
| 13.º | UAI Urquiza          | 21   | 17 | 5  | 6  | 6  | 21 | 22 | −1   |
| 14.º | Argentino de Quilmes | 19   | 17 | 5  | 4  | 8  | 14 | 25 | −11  |
| 15.º | San Miguel           | 16   | 17 | 3  | 7  | 7  | 11 | 18 | −7   |
| 16.º | Fénix                | 16   | 17 | 4  | 4  | 9  | 11 | 19 | −8   |
| 17.º | Colegiales           | 10   | 17 | 1  | 7  | 9  | 15 | 27 | −12  |
| 18.º | Sacachispas          | 10   | 17 | 1  | 7  | 9  | 11 | 23 | −12  |

|  | Ganador. Clasificó a la final por el título de campeón y a la Copa Argentina 2019-20. |
|  | Clasificados a la Copa Argentina 2019-20.                                             |

#### Evolución de las posiciones
| Equipo / Fecha       | 1    | 2    | 3    | 4    | 5    | 6    | 7    | 8    | 9    | 10   | 11   | 12   | 13   | 14   | 15   | 16   | 17   |
| -------------------- | ---- | ---- | ---- | ---- | ---- | ---- | ---- | ---- | ---- | ---- | ---- | ---- | ---- | ---- | ---- | ---- | ---- |
| Acassuso             | 18.º | 08.º | 09.º | 11.º | 12.º | 12.º | 12.º | 13.º | 14.º | 14.º | 14.º | 13.º | 13.º | 13.º | 13.º | 12.º | 12.º |
| Almirante Brown      | 03.º | 05.º | 08.º | 07.º | 11.º | 10.º | 06.º | 04.º | 07.º | 03.º | 02.º | 01.º | 01.º | 01.º | 01.º | 01.º | 01.º |
| Argentino de Quilmes | -    | 18.º | 18.º | 18.º | 15.º | 15.º | 17.º | 15.º | 13.º | 13.º | 13.º | 14.º | 14.º | 14.º | 14.º | 14.º | 14.º |
| Colegiales           | 08.º | 13.º | 11.º | 08.º | 10.º | 13.º | 13.º | 14.º | 15.º | 15.º | 15.º | 15.º | 16.º | 17.º | 17.º | 17.º | 17.º |
| Comunicaciones       | 04.º | 02.º | 03.º | 03.º | 06.º | 06.º | 03.º | 06.º | 09.º | 07.º | 09.º | 04.º | 03.º | 06.º | 04.º | 05.º | 03.º |
| Defensores Unidos    | 04.º | 03.º | 01.º | 01.º | 03.º | 07.º | 10.º | 10.º | 11.º | 09.º | 05.º | 09.º | 07.º | 09.º | 08.º | 08.º | 09.º |
| Deportivo Armenio    | 14.º | 16.º | 15.º | 12.º | 09.º | 05.º | 09.º | 09.º | 12.º | 12.º | 11.º | 07.º | 10.º | 07.º | 06.º | 09.º | 10.º |
| Fénix                | 16.º | 09.º | 12.º | 14.º | 16.º | 17.º | 15.º | 16.º | 16.º | 16.º | 16.º | 17.º | 15.º | 16.º | 16.º | 15.º | 16.º |
| Flandria             | 02.º | 01.º | 04.º | 04.º | 08.º | 04.º | 08.º | 11.º | 08.º | 10.º | 10.º | 06.º | 09.º | 11.º | 11.º | 11.º | 11.º |
| J. J. de Urquiza     | 14.º | 17.º | 16.º | 16.º | 13.º | 11.º | 07.º | 05.º | 03.º | 05.º | 06.º | 10.º | 08.º | 04.º | 05.º | 03.º | 05.º |
| Los Andes            | -    | 09.º | 05.º | 05.º | 02.º | 02.º | 04.º | 07.º | 04.º | 06.º | 07.º | 12.º | 11.º | 10.º | 09.º | 06.º | 08.º |
| Sacachispas          | 06.º | 14.º | 14.º | 15.º | 17.º | 18.º | 18.º | 18.º | 18.º | 17.º | 17.º | 18.º | 18.º | 18.º | 18.º | 18.º | 18.º |
| San Miguel           | 08.º | 15.º | 17.º | 17.º | 18.º | 14.º | 16.º | 17.º | 17.º | 18.º | 18.º | 16.º | 17.º | 15.º | 15.º | 16.º | 15.º |
| San Telmo            | -    | 06.º | 06.º | 10.º | 05.º | 08.º | 05.º | 02.º | 01.º | 01.º | 03.º | 02.º | 02.º | 05.º | 07.º | 10.º | 06.º |
| Talleres (RdE)       | 17.º | 11.º | 13.º | 13.º | 14.º | 16.º | 14.º | 12.º | 10.º | 11.º | 12.º | 08.º | 06.º | 03.º | 02.º | 04.º | 04.º |
| Tristán Suárez       | 01.º | 04.º | 02.º | 02.º | 01.º | 01.º | 01.º | 01.º | 02.º | 04.º | 01.º | 03.º | 05.º | 08.º | 10.º | 07.º | 06.º |
| UAI Urquiza          | 06.º | 12.º | 10.º | 08.º | 07.º | 09.º | 11.º | 08.º | 05.º | 08.º | 08.º | 11.º | 12.º | 12.º | 12.º | 13.º | 13.º |
| Villa San Carlos     | -    | 07.º | 07.º | 06.º | 04.º | 03.º | 02.º | 03.º | 06.º | 02.º | 04.º | 05.º | 04.º | 02.º | 03.º | 02.º | 02.º |

| 1. |

### Resultados
| Fecha 1           | Fecha 1   | Fecha 1              | Fecha 1                      | Fecha 1      | Fecha 1 |
| Local             | Resultado | Visitante            | Estadio                      | Fecha        | Hora    |
| ----------------- | --------- | -------------------- | ---------------------------- | ------------ | ------- |
| Colegiales        | 0 - 0     | San Miguel           | Colegiales                   | 3 de agosto  | 15:30   |
| Flandria          | 3 - 0     | Acassuso             | Carlos V                     | 3 de agosto  | 15:30   |
| Tristán Suárez    | 4 - 1     | Talleres (RdE)       | 20 de Octubre                | 3 de agosto  | 15:30   |
| Sacachispas       | 1 - 1     | UAI Urquiza          | Beto Larrosa                 | 3 de agosto  | 15:30   |
| Almirante Brown   | 2 - 0     | Fénix                | Fragata Presidente Sarmiento | 3 de agosto  | 15:40   |
| Deportivo Armenio | 0 - 1     | Defensores Unidos    | Armenia                      | 4 de agosto  | 15:30   |
| J. J. de Urquiza  | 0 - 1     | Comunicaciones       | Merlo                        | 5 de agosto  | 15:30   |
| San Telmo         | 2 - 0     | Argentino de Quilmes | Dr. Osvaldo Baletto          | 21 de agosto | 15:30   |
| Los Andes         | 1 - 0     | Villa San Carlos     | Eduardo Gallardón            | 22 de agosto | 20:00   |

| Fecha 2              | Fecha 2   | Fecha 2           | Fecha 2                      | Fecha 2      | Fecha 2 |
| Local                | Resultado | Visitante         | Estadio                      | Fecha        | Hora    |
| -------------------- | --------- | ----------------- | ---------------------------- | ------------ | ------- |
| Fénix                | 1 - 0     | Sacachispas       | José Manuel Moreno           | 15 de agosto | 15:30   |
| Defensores Unidos    | 1 - 0     | San Telmo         | Mario Losinno                | 16 de agosto | 15:30   |
| Argentino de Quilmes | 1 - 3     | Flandria          | Francisco Boga               | 16 de agosto | 15:30   |
| Villa San Carlos     | 1 - 0     | J. J. de Urquiza  | Genacio Sálice               | 16 de agosto | 15:30   |
| Comunicaciones       | 2 - 0     | San Miguel        | Alfredo Ramos                | 17 de agosto | 15:30   |
| UAI Urquiza          | 2 - 2     | Tristán Suárez    | Monumental de Villa Lynch    | 17 de agosto | 15:30   |
| Almirante Brown      | 0 - 0     | Colegiales        | Fragata Presidente Sarmiento | 17 de agosto | 15:30   |
| Acassuso             | 2 - 0     | Los Andes         | Armenia                      | 18 de agosto | 15:30   |
| Talleres (RdE)       | 3 - 2     | Deportivo Armenio | Talleres                     | 20 de agosto | 21:05   |

| Fecha 3           | Fecha 3   | Fecha 3              | Fecha 3             | Fecha 3      | Fecha 3 |
| Local             | Resultado | Visitante            | Estadio             | Fecha        | Hora    |
| ----------------- | --------- | -------------------- | ------------------- | ------------ | ------- |
| Tristán Suárez    | 1 - 0     | Fénix                | 20 de Octubre       | 23 de agosto | 15:30   |
| Colegiales        | 2 - 2     | Comunicaciones       | Colegiales          | 24 de agosto | 15:30   |
| Flandria          | 1 - 2     | Defensores Unidos    | Carlos V            | 24 de agosto | 15:30   |
| Sacachispas       | 1 - 1     | Almirante Brown      | Beto Larrosa        | 24 de agosto | 15:30   |
| Deportivo Armenio | 1 - 1     | UAI Urquiza          | Armenia             | 25 de agosto | 13:00   |
| San Telmo         | 1 - 0     | Talleres (RdE)       | Dr. Osvaldo Baletto | 26 de agosto | 15:30   |
| San Miguel        | 0 - 1     | Villa San Carlos     | Malvinas Argentinas | 26 de agosto | 15:30   |
| J. J. de Urquiza  | 2 - 2     | Acassuso             | Merlo               | 27 de agosto | 15:30   |
| Los Andes         | 4 - 0     | Argentino de Quilmes | Eduardo Gallardón   | 27 de agosto | 21:05   |

| Fecha 4              | Fecha 4   | Fecha 4           | Fecha 4                      | Fecha 4         | Fecha 4 |
| Local                | Resultado | Visitante         | Estadio                      | Fecha           | Hora    |
| -------------------- | --------- | ----------------- | ---------------------------- | --------------- | ------- |
| Acassuso             | 0 - 0     | San Miguel        | Armenia                      | 31 de agosto    | 15:30   |
| Defensores Unidos    | 1 - 1     | Los Andes         | Mario Losinno                | 1 de septiembre | 11:35   |
| Argentino de Quilmes | 0 - 0     | J. J. de Urquiza  | Argentino de Quilmes         | 1 de septiembre | 12:00   |
| Almirante Brown      | 0 - 0     | Tristán Suárez    | Fragata Presidente Sarmiento | 1 de septiembre | 14:00   |
| Talleres (RdE)       | 1 - 1     | Flandria          | Talleres                     | 1 de septiembre | 14:00   |
| UAI Urquiza          | 1 - 0     | San Telmo         | Monumental de Villa Lynch    | 1 de septiembre | 14:00   |
| Fénix                | 1 - 2     | Deportivo Armenio | José Manuel Moreno           | 2 de septiembre | 15:30   |
| Villa San Carlos     | 0 - 0     | Comunicaciones    | Genacio Sálice               | 2 de septiembre | 15:30   |
| Sacachispas          | 2 - 3     | Colegiales        | Beto Larrosa                 | 3 de septiembre | 15:30   |

| Fecha 5           | Fecha 5   | Fecha 5              | Fecha 5             | Fecha 5         | Fecha 5 |
| Local             | Resultado | Visitante            | Estadio             | Fecha           | Hora    |
| ----------------- | --------- | -------------------- | ------------------- | --------------- | ------- |
| Comunicaciones    | 1 - 1     | Acassuso             | Alfredo Ramos       | 7 de septiembre | 15:30   |
| Colegiales        | 0 - 1     | Villa San Carlos     | Colegiales          | 7 de septiembre | 15:30   |
| Tristán Suárez    | 2 - 1     | Sacachispas          | 20 de Octubre       | 7 de septiembre | 15:30   |
| San Telmo         | 4 - 2     | Fénix                | Dr. Osvaldo Baletto | 8 de septiembre | 11:00   |
| San Miguel        | 1 - 2     | Argentino de Quilmes | Malvinas Argentinas | 8 de septiembre | 15:30   |
| Deportivo Armenio | 2 - 0     | Almirante Brown      | Armenia             | 8 de septiembre | 15:30   |
| Flandria          | 2 - 3     | UAI Urquiza          | Carlos V            | 8 de septiembre | 15:30   |
| Los Andes         | 1 - 0     | Talleres (RdE)       | Eduardo Gallardón   | 8 de septiembre | 19:05   |
| J. J. de Urquiza  | 2 - 1     | Defensores Unidos    | Merlo               | 9 de septiembre | 15:30   |

| Fecha 6              | Fecha 6   | Fecha 6           | Fecha 6                      | Fecha 6          | Fecha 6 |
| Local                | Resultado | Visitante         | Estadio                      | Fecha            | Hora    |
| -------------------- | --------- | ----------------- | ---------------------------- | ---------------- | ------- |
| Tristán Suárez       | 3 - 1     | Colegiales        | 20 de Octubre                | 13 de septiembre | 15:30   |
| Almirante Brown      | 1 - 0     | San Telmo         | Fragata Presidente Sarmiento | 14 de septiembre | 13:05   |
| Acassuso             | 2 - 2     | Villa San Carlos  | Armenia                      | 14 de septiembre | 15:30   |
| Talleres (RdE)       | 1 - 2     | J. J. de Urquiza  | Talleres                     | 14 de septiembre | 19:00   |
| Argentino de Quilmes | 1 - 1     | Comunicaciones    | Argentino de Quilmes         | 15 de septiembre | 11:00   |
| Defensores Unidos    | 0 - 2     | San Miguel        | Mario Losinno                | 15 de septiembre | 15:30   |
| Sacachispas          | 0 - 3     | Deportivo Armenio | Beto Larrosa                 | 15 de septiembre | 15:30   |
| Fénix                | 1 - 3     | Flandria          | José Manuel Moreno           | 16 de septiembre | 15:30   |
| UAI Urquiza          | 1 - 2     | Los Andes         | Monumental de Villa Lynch    | 16 de septiembre | 15:30   |

| Fecha 7           | Fecha 7   | Fecha 7              | Fecha 7             | Fecha 7          | Fecha 7 |
| Local             | Resultado | Visitante            | Estadio             | Fecha            | Hora    |
| ----------------- | --------- | -------------------- | ------------------- | ---------------- | ------- |
| San Telmo         | 2 - 1     | Sacachispas          | Dr. Osvaldo Baletto | 21 de septiembre | 13:00   |
| Flandria          | 0 - 1     | Almirante Brown      | Carlos V            | 21 de septiembre | 15:30   |
| Los Andes         | 0 - 1     | Fénix                | Eduardo Gallardón   | 21 de septiembre | 19:00   |
| San Miguel        | 1 - 2     | Talleres (RdE)       | Malvinas Argentinas | 22 de septiembre | 15:05   |
| Colegiales        | 3 - 3     | Acassuso             | Colegiales          | 22 de septiembre | 15:30   |
| Comunicaciones    | 2 - 0     | Defensores Unidos    | Alfredo Ramos       | 22 de septiembre | 15:30   |
| Deportivo Armenio | 0 - 1     | Tristán Suárez       | Armenia             | 22 de septiembre | 15:30   |
| Villa San Carlos  | 2 - 0     | Argentino de Quilmes | Genacio Sálice      | 23 de septiembre | 15:30   |
| J. J. de Urquiza  | 1 - 0     | UAI Urquiza          | Merlo               | 24 de septiembre | 15:30   |

| Fecha 8              | Fecha 8   | Fecha 8          | Fecha 8                      | Fecha 8          | Fecha 8 |
| Local                | Resultado | Visitante        | Estadio                      | Fecha            | Hora    |
| -------------------- | --------- | ---------------- | ---------------------------- | ---------------- | ------- |
| Talleres (RdE)       | 3 - 1     | Comunicaciones   | Talleres                     | 27 de septiembre | 15:30   |
| Almirante Brown      | 1 - 0     | Los Andes        | Fragata Presidente Sarmiento | 28 de septiembre | 13:10   |
| Tristán Suárez       | 0 - 2     | San Telmo        | 20 de Octubre                | 28 de septiembre | 13:15   |
| Sacachispas          | 1 - 0     | Flandria         | Beto Larrosa                 | 28 de septiembre | 15:30   |
| Deportivo Armenio    | 1 - 1     | Colegiales       | Armenia                      | 28 de septiembre | 15:30   |
| Argentino de Quilmes | 2 - 1     | Acassuso         | Argentino de Quilmes         | 29 de septiembre | 15:30   |
| UAI Urquiza          | 4 - 2     | San Miguel       | Monumental de Villa Lynch    | 29 de septiembre | 15:30   |
| Defensores Unidos    | 1 - 1     | Villa San Carlos | Mario Losinno                | 29 de septiembre | 15:30   |
| Fénix                | 0 - 1     | J. J. de Urquiza | José Manuel Moreno           | 30 de septiembre | 15:30   |

| Fecha 9          | Fecha 9   | Fecha 9              | Fecha 9             | Fecha 9      | Fecha 9 |
| Local            | Resultado | Visitante            | Estadio             | Fecha        | Hora    |
| ---------------- | --------- | -------------------- | ------------------- | ------------ | ------- |
| Flandria         | 2 - 0     | Tristán Suárez       | Carlos V            | 4 de octubre | 15:10   |
| Los Andes        | 1 - 0     | Sacachispas          | Eduardo Gallardón   | 4 de octubre | 19:10   |
| San Telmo        | 3 - 1     | Deportivo Armenio    | Dr. Osvaldo Baletto | 5 de octubre | 11:00   |
| Comunicaciones   | 0 - 3     | UAI Urquiza          | Alfredo Ramos       | 5 de octubre | 15:30   |
| Villa San Carlos | 0 - 1     | Talleres (RdE)       | Genacio Sálice      | 6 de octubre | 11:00   |
| Colegiales       | 0 - 1     | Argentino de Quilmes | Colegiales          | 6 de octubre | 15:30   |
| J. J. de Urquiza | 2 - 1     | Almirante Brown      | Ramón Roque Martín  | 7 de octubre | 15:30   |
| San Miguel       | 0 - 0     | Fénix                | Malvinas Argentinas | 7 de octubre | 15:30   |
| Acassuso         | 1 - 1     | Defensores Unidos    | Armenia             | 7 de octubre | 15:30   |

| Fecha 10          | Fecha 10  | Fecha 10             | Fecha 10                     | Fecha 10      | Fecha 10 |
| Local             | Resultado | Visitante            | Estadio                      | Fecha         | Hora     |
| ----------------- | --------- | -------------------- | ---------------------------- | ------------- | -------- |
| Tristán Suárez    | 1 - 1     | Los Andes            | 20 de Octubre                | 12 de octubre | 13:15    |
| Sacachispas       | 1 - 1     | J. J. de Urquiza     | Beto Larrosa                 | 12 de octubre | 15:30    |
| UAI Urquiza       | 1 - 4     | Villa San Carlos     | Monumental de Villa Lynch    | 12 de octubre | 15:30    |
| Defensores Unidos | 2 - 0     | Argentino de Quilmes | Mario Losinno                | 12 de octubre | 15:30    |
| Almirante Brown   | 3 - 0     | San Miguel           | Fragata Presidente Sarmiento | 13 de octubre | 15:10    |
| Deportivo Armenio | 1 - 1     | Flandria             | Armenia                      | 13 de octubre | 15:30    |
| Fénix             | 0 - 3     | Comunicaciones       | José Manuel Moreno           | 13 de octubre | 15:30    |
| San Telmo         | 0 - 0     | Colegiales           | Dr. Osvaldo Baletto          | 14 de octubre | 15:30    |
| Talleres (RdE)    | 0 - 0     | Acassuso             | Talleres                     | 14 de octubre | 16:00    |

| Fecha 11             | Fecha 11  | Fecha 11          | Fecha 11             | Fecha 11      | Fecha 11 |
| Local                | Resultado | Visitante         | Estadio              | Fecha         | Hora     |
| -------------------- | --------- | ----------------- | -------------------- | ------------- | -------- |
| Acassuso             | 2 - 2     | UAI Urquiza       | Armenia              | 19 de octubre | 13:10    |
| Argentino de Quilmes | 1 - 1     | Talleres (RdE)    | Argentino de Quilmes | 19 de octubre | 15:30    |
| Colegiales           | 1 - 2     | Defensores Unidos | Colegiales           | 19 de octubre | 15:30    |
| Flandria             | 1 - 1     | San Telmo         | Carlos V             | 20 de octubre | 13:15    |
| San Miguel           | 1 - 1     | Sacachispas       | Malvinas Argentinas  | 20 de octubre | 15:30    |
| Los Andes            | 1 - 2     | Deportivo Armenio | Eduardo Gallardón    | 20 de octubre | 15:30    |
| J. J. de Urquiza     | 0 - 3     | Tristán Suárez    | Ramón Roque Martín   | 21 de octubre | 15:30    |
| Villa San Carlos     | 0 - 0     | Fénix             | Genacio Sálice       | 21 de octubre | 15:30    |
| Comunicaciones       | 0 - 1     | Almirante Brown   | Alfredo Ramos        | 21 de octubre | 15:30    |

| Fecha 12          | Fecha 12  | Fecha 12             | Fecha 12                     | Fecha 12       | Fecha 12 |
| Local             | Resultado | Visitante            | Estadio                      | Fecha          | Hora     |
| ----------------- | --------- | -------------------- | ---------------------------- | -------------- | -------- |
| San Telmo         | 3 - 2     | Los Andes            | Dr. Osvaldo Baletto          | 2 de noviembre | 13:10    |
| Flandria          | 4 - 2     | Colegiales           | Carlos V                     | 2 de noviembre | 15:30    |
| Talleres (RdE)    | 1 - 0     | Defensores Unidos    | Talleres                     | 2 de noviembre | 19:30    |
| Almirante Brown   | 1 - 0     | Villa San Carlos     | Fragata Presidente Sarmiento | 3 de noviembre | 14:30    |
| Fénix             | 0 - 1     | Acassuso             | José Manuel Moreno           | 3 de noviembre | 15:30    |
| UAI Urquiza       | 1 - 1     | Argentino de Quilmes | Monumental de Villa Lynch    | 3 de noviembre | 15:30    |
| Deportivo Armenio | 2 - 0     | J. J. de Urquiza     | Armenia                      | 3 de noviembre | 15:30    |
| Tristán Suárez    | 0 - 0     | San Miguel           | 20 de Octubre                | 3 de noviembre | 15:30    |
| Sacachispas       | 0 - 3     | Comunicaciones       | Beto Larrosa                 | 3 de noviembre | 15:30    |

| Fecha 13             | Fecha 13  | Fecha 13          | Fecha 13             | Fecha 13        | Fecha 13 |
| Local                | Resultado | Visitante         | Estadio              | Fecha           | Hora     |
| -------------------- | --------- | ----------------- | -------------------- | --------------- | -------- |
| Comunicaciones       | 3 - 1     | Tristán Suárez    | Alfredo Ramos        | 9 de noviembre  | 15:30    |
| Argentino de Quilmes | 0 - 3     | Fénix             | Argentino de Quilmes | 9 de noviembre  | 15:30    |
| San Miguel           | 1 - 1     | Deportivo Armenio | Malvinas Argentinas  | 9 de noviembre  | 15:30    |
| Acassuso             | 0 - 1     | Almirante Brown   | Armenia              | 10 de noviembre | 13:35    |
| Colegiales           | 1 - 3     | Talleres (RdE)    | Colegiales           | 10 de noviembre | 15:30    |
| Villa San Carlos     | 2 - 1     | Sacachispas       | Genacio Sálice       | 10 de noviembre | 15:30    |
| J. J. de Urquiza     | 3 - 0     | San Telmo         | Ramón Roque Martín   | 10 de noviembre | 15:30    |
| Defensores Unidos    | 2 - 0     | UAI Urquiza       | Mario Losinno        | 10 de noviembre | 15:30    |
| Los Andes            | 2 - 2     | Flandria          | Eduardo Gallardón    | 11 de noviembre | 21:10    |

| Fecha 14          | Fecha 14  | Fecha 14             | Fecha 14                     | Fecha 14        | Fecha 14 |
| Local             | Resultado | Visitante            | Estadio                      | Fecha           | Hora     |
| ----------------- | --------- | -------------------- | ---------------------------- | --------------- | -------- |
| Fénix             | 0 - 0     | Defensores Unidos    | José Manuel Moreno           | 16 de noviembre | 17:00    |
| Tristán Suárez    | 0 - 1     | Villa San Carlos     | 20 de Octubre                | 16 de noviembre | 17:00    |
| Los Andes         | 1 - 0     | Colegiales           | Eduardo Gallardón            | 16 de noviembre | 17:00    |
| Flandria          | 1 - 3     | J. J. de Urquiza     | Carlos V                     | 16 de noviembre | 17:00    |
| Deportivo Armenio | 2 - 1     | Comunicaciones       | Armenia                      | 17 de noviembre | 17:00    |
| Sacachispas       | 0 - 0     | Acassuso             | Beto Larrosa                 | 17 de noviembre | 17:00    |
| UAI Urquiza       | 0 - 1     | Talleres (RdE)       | Monumental de Villa Lynch    | 17 de noviembre | 17:00    |
| San Telmo         | 1 - 2     | San Miguel           | Dr. Osvaldo Baletto          | 17 de noviembre | 17:00    |
| Almirante Brown   | 1 - 0     | Argentino de Quilmes | Fragata Presidente Sarmiento | 17 de noviembre | 17:10    |

| Fecha 15             | Fecha 15  | Fecha 15          | Fecha 15             | Fecha 15        | Fecha 15 |
| Local                | Resultado | Visitante         | Estadio              | Fecha           | Hora     |
| -------------------- | --------- | ----------------- | -------------------- | --------------- | -------- |
| Acassuso             | 2 - 0     | Tristán Suárez    | Armenia              | 23 de noviembre | 17:00    |
| Villa San Carlos     | 1 - 1     | Deportivo Armenio | Genacio Sálice       | 23 de noviembre | 17:00    |
| Defensores Unidos    | 2 - 2     | Almirante Brown   | Mario Losinno        | 23 de noviembre | 17:00    |
| Comunicaciones       | 1 - 0     | San Telmo         | Alfredo Ramos        | 23 de noviembre | 17:00    |
| Talleres (RdE)       | 2 - 1     | Fénix             | Talleres             | 23 de noviembre | 17:00    |
| Colegiales           | 0 - 1     | UAI Urquiza       | Colegiales           | 24 de noviembre | 17:00    |
| Argentino de Quilmes | 2 - 1     | Sacachispas       | Argentino de Quilmes | 24 de noviembre | 17:00    |
| J. J. de Urquiza     | 1 - 1     | Los Andes         | Ramón Roque Martín   | 24 de noviembre | 17:00    |
| San Miguel           | 0 - 0     | Flandria          | Malvinas Argentinas  | 26 de noviembre | 17:00    |

| Fecha 16          | Fecha 16  | Fecha 16             | Fecha 16                     | Fecha 16        | Fecha 16 |
| Local             | Resultado | Visitante            | Estadio                      | Fecha           | Hora     |
| ----------------- | --------- | -------------------- | ---------------------------- | --------------- | -------- |
| Tristán Suárez    | 1 - 0     | Argentino de Quilmes | 20 de Octubre                | 30 de noviembre | 17:00    |
| Sacachispas       | 0 - 0     | Defensores Unidos    | Beto Larrosa                 | 30 de noviembre | 17:00    |
| San Telmo         | 0 - 1     | Villa San Carlos     | Dr. Osvaldo Baletto          | 30 de noviembre | 17:00    |
| Deportivo Armenio | 0 - 3     | Acassuso             | Armenia                      | 1 de diciembre  | 17:00    |
| Almirante Brown   | 0 - 0     | Talleres (RdE)       | Fragata Presidente Sarmiento | 1 de diciembre  | 17:00    |
| Los Andes         | 1 - 0     | San Miguel           | Eduardo Gallardón            | 1 de diciembre  | 17:00    |
| Fénix             | 1 - 0     | UAI Urquiza          | José Manuel Moreno           | 1 de diciembre  | 17:00    |
| J. J. de Urquiza  | 3 - 1     | Colegiales           | Ramón Roque Martín           | 1 de diciembre  | 17:00    |
| Flandria          | 0 - 0     | Comunicaciones       | Carlos V                     | 1 de diciembre  | 17:00    |

| Fecha 17             | Fecha 17  | Fecha 17          | Fecha 17                | Fecha 17       | Fecha 17 |
| Local                | Resultado | Visitante         | Estadio                 | Fecha          | Hora     |
| -------------------- | --------- | ----------------- | ----------------------- | -------------- | -------- |
| Colegiales           | 0 - 0     | Fénix             | Colegiales              | 6 de diciembre | 17:00    |
| Argentino de Quilmes | 3 - 1     | Deportivo Armenio | Argentino de Quilmes    | 7 de diciembre | 17:00    |
| Acassuso             | 0 - 1     | San Telmo         | Armenia                 | 7 de diciembre | 17:00    |
| UAI Urquiza          | 0 - 0     | Almirante Brown   | Ciudad de Vicente López | 7 de diciembre | 17:00    |
| Villa San Carlos     | 0 - 0     | Flandria          | Genacio Sálice          | 7 de diciembre | 17:00    |
| Comunicaciones       | 1 - 0     | Los Andes         | Alfredo Ramos           | 8 de diciembre | 17:00    |
| Defensores Unidos    | 1 - 1     | Tristán Suárez    | Mario Losinno           | 8 de diciembre | 17:00    |
| San Miguel           | 1 - 0     | J. J. de Urquiza  | Malvinas Argentinas     | 8 de diciembre | 17:00    |
| Talleres (RdE)       | 0 - 0     | Sacachispas       | Talleres                | 9 de diciembre | 21:10    |

1. ↑  Suspendido por las condiciones climáticas. Se jugó el 10 de septiembre, a partir de las 15:30.
2. ↑  Suspendido por las condiciones climáticas. Se jugó el 15 de octubre, a partir de las 13:30.
3. ↑  Suspendidos por las condiciones climáticas. Se jugaron el 15 de octubre, a partir de las 15:30.
4. ↑  Suspendido por el mal estado del campo de juego. Se jugó el 16 de octubre, a partir de las 15:30.

## Torneo Clausura

### Tabla de posiciones final
| Pos. | Equipo               | Pts. | PJ | PG | PE | PP | GF | GC | Dif. |
| ---- | -------------------- | ---- | -- | -- | -- | -- | -- | -- | ---- |
| 01.º | Tristán Suárez       | 17   | 8  | 5  | 2  | 1  | 12 | 4  | 8    |
| 02.º | Acassuso             | 17   | 8  | 5  | 2  | 1  | 11 | 7  | 4    |
| 03.º | Comunicaciones       | 16   | 8  | 5  | 1  | 2  | 8  | 5  | 3    |
| 04.º | UAI Urquiza          | 16   | 8  | 5  | 1  | 2  | 11 | 9  | 2    |
| 05.º | J. J. de Urquiza     | 15   | 8  | 5  | 0  | 3  | 11 | 9  | 2    |
| 06.º | Villa San Carlos     | 13   | 8  | 4  | 1  | 3  | 11 | 8  | 3    |
| 07.º | Almirante Brown      | 12   | 8  | 3  | 3  | 2  | 11 | 7  | 4    |
| 08.º | Flandria             | 11   | 8  | 2  | 5  | 1  | 10 | 8  | 2    |
| 09.º | Los Andes            | 11   | 8  | 3  | 2  | 3  | 6  | 8  | −2   |
| 10.º | Colegiales           | 10   | 8  | 3  | 1  | 4  | 9  | 9  | 0    |
| 11.º | San Telmo            | 9    | 8  | 2  | 3  | 3  | 8  | 10 | −2   |
| 12.º | Defensores Unidos    | 9    | 8  | 2  | 3  | 3  | 7  | 9  | −2   |
| 12.º | San Miguel           | 9    | 8  | 2  | 3  | 3  | 7  | 9  | −2   |
| 14.º | Argentino de Quilmes | 8    | 8  | 2  | 2  | 4  | 6  | 8  | −2   |
| 15.º | Sacachispas          | 8    | 8  | 1  | 5  | 2  | 6  | 8  | −2   |
| 16.º | Deportivo Armenio    | 7    | 8  | 2  | 1  | 5  | 7  | 13 | −6   |
| 17.º | Talleres (RdE)       | 6    | 8  | 1  | 3  | 4  | 8  | 10 | −2   |
| 18.º | Fénix                | 2    | 8  | 0  | 2  | 6  | 5  | 13 | −8   |

|  | El equipo que ocupara esta posición al finalizar la disputa habría jugado la final por el título de campeón. |

#### Evolución de las posiciones
| Equipo / Fecha       | 1    | 2    | 3    | 4    | 5    | 6    | 7    | 8    |
| -------------------- | ---- | ---- | ---- | ---- | ---- | ---- | ---- | ---- |
| Acassuso             | -    | 7.º  | 4.º  | 4.º  | 1.º  | 4.º  | 2.º  | 2.º  |
| Almirante Brown      | 1.º  | 8.º  | 8.º  | 13.º | 7.º  | 11.º | 10.º | 7.º  |
| Argentino de Quilmes | 6.º  | 5.º  | 9.º  | 14.º | 9.º  | 13.º | 14.º | 14.º |
| Colegiales           | 10.º | 5.º  | 10.º | 5.º  | 8.º  | 5.º  | 9.º  | 10.º |
| Comunicaciones       | 2.º  | 2.º  | 1.º  | 2.º  | 5.º  | 2.º  | 3.º  | 3.º  |
| Defensores Unidos    | 2.º  | 1.º  | 3.º  | 6.º  | 10.º | 12.º | 13.º | 12.º |
| Deportivo Armenio    | 14.º | 18.º | 18.º | 16.º | 17.º | 17.º | 17.º | 16.º |
| Fénix                | 18.º | 15.º | 16.º | 18.º | 18.º | 18.º | 18.º | 18.º |
| Flandria             | -    | 16.º | 15.º | 12.º | 12.º | 10.º | 8.º  | 8.º  |
| J. J. de Urquiza     | 14.º | 9.º  | 12.º | 7.º  | 4.º  | 1.º  | 5.º  | 5.º  |
| Los Andes            | 2.º  | 10.º | 5.º  | 3.º  | 3.º  | 6.º  | 6.º  | 9.º  |
| Sacachispas          | 14.º | 13.º | 14.º | 17.º | 16.º | 16.º | 15.º | 15.º |
| San Miguel           | 10.º | 14.º | 10.º | 11.º | 15.º | 15.º | 12.º | 12.º |
| San Telmo            | 6.º  | 12.º | 13.º | 10.º | 6.º  | 9.º  | 11.º | 11.º |
| Talleres (RdE)       | 6.º  | 3.º  | 7.º  | 9.º  | 12.º | 14.º | 16.º | 17.º |
| Tristán Suárez       | 6.º  | 3.º  | 2.º  | 1.º  | 2.º  | 3.º  | 1.º  | 1.º  |
| UAI Urquiza          | 2.º  | 11.º | 6.º  | 8.º  | 11.º | 7.º  | 4.º  | 4.º  |
| Villa San Carlos     | 14.º | 17.º | 17.º | 15.º | 14.º | 8.º  | 7.º  | 6.º  |

| 1. |

### Resultados
| Fecha 1              | Fecha 1   | Fecha 1           | Fecha 1                   | Fecha 1     | Fecha 1 |
| Local                | Resultado | Visitante         | Estadio                   | Fecha       | Hora    |
| -------------------- | --------- | ----------------- | ------------------------- | ----------- | ------- |
| Comunicaciones       | 1 - 0     | J. J. de Urquiza  | Alfredo Ramos             | 25 de enero | 17:00   |
| Acassuso             | 1 - 1     | Flandria          | Armenia                   | 25 de enero | 17:00   |
| UAI Urquiza          | 1 - 0     | Sacachispas       | Monumental de Villa Lynch | 25 de enero | 17:00   |
| Villa San Carlos     | 0 - 1     | Los Andes         | Genacio Sálice            | 25 de enero | 17:00   |
| San Miguel           | 0 - 0     | Colegiales        | Malvinas Argentinas       | 25 de enero | 17:00   |
| Argentino de Quilmes | 1 - 1     | San Telmo         | Argentino de Quilmes      | 25 de enero | 17:05   |
| Defensores Unidos    | 1 - 0     | Deportivo Armenio | Gigante de Villa Fox      | 26 de enero | 17:00   |
| Fénix                | 0 - 2     | Almirante Brown   | República de Italia       | 26 de enero | 17:05   |
| Talleres (RdE)       | 1 - 1     | Tristán Suárez    | Talleres                  | 28 de enero | 21:05   |

| Fecha 2           | Fecha 2   | Fecha 2              | Fecha 2             | Fecha 2      | Fecha 2 |
| Local             | Resultado | Visitante            | Estadio             | Fecha        | Hora    |
| ----------------- | --------- | -------------------- | ------------------- | ------------ | ------- |
| Deportivo Armenio | 0 - 3     | Talleres (RdE)       | Armenia             | 1 de febrero | 17:00   |
| Tristán Suárez    | 3 - 0     | UAI Urquiza          | 20 de Octubre       | 1 de febrero | 17:00   |
| Colegiales        | 2 - 1     | Almirante Brown      | Colegiales          | 1 de febrero | 17:00   |
| San Telmo         | 1 - 2     | Defensores Unidos    | Dr. Osvaldo Baletto | 2 de febrero | 17:00   |
| Sacachispas       | 1 - 1     | Fénix                | Beto Larrosa        | 2 de febrero | 17:00   |
| Flandria          | 0 - 1     | Argentino de Quilmes | Carlos V            | 2 de febrero | 17:00   |
| San Miguel        | 0 - 1     | Comunicaciones       | Malvinas Argentinas | 2 de febrero | 17:00   |
| J. J. de Urquiza  | 3 - 2     | Villa San Carlos     | Ramón Roque Martín  | 2 de febrero | 17:00   |
| Los Andes         | 1 - 3     | Acassuso             | Eduardo Gallardón   | 4 de febrero | 21:05   |

| Fecha 3              | Fecha 3   | Fecha 3           | Fecha 3                      | Fecha 3       | Fecha 3 |
| Local                | Resultado | Visitante         | Estadio                      | Fecha         | Hora    |
| -------------------- | --------- | ----------------- | ---------------------------- | ------------- | ------- |
| Defensores Unidos    | 1 - 1     | Flandria          | Gigante de Villa Fox         | 7 de febrero  | 17:00   |
| UAI Urquiza          | 2 - 1     | Deportivo Armenio | Monumental de Villa Lynch    | 7 de febrero  | 17:00   |
| Talleres (RdE)       | 1 - 1     | San Telmo         | Talleres                     | 8 de febrero  | 17:00   |
| Comunicaciones       | 1 - 0     | Colegiales        | Alfredo Ramos                | 8 de febrero  | 17:00   |
| Almirante Brown      | 1 - 1     | Sacachispas       | Fragata Presidente Sarmiento | 8 de febrero  | 17:00   |
| Argentino de Quilmes | 1 - 2     | Los Andes         | Argentino de Quilmes         | 9 de febrero  | 17:00   |
| Acassuso             | 3 - 1     | J. J. de Urquiza  | Armenia                      | 9 de febrero  | 17:00   |
| Villa San Carlos     | 1 - 2     | San Miguel        | Genacio Sálice               | 9 de febrero  | 17:00   |
| Fénix                | 0 - 1     | Tristán Suárez    | José Manuel Moreno           | 10 de febrero | 17:00   |

| Fecha 4           | Fecha 4   | Fecha 4              | Fecha 4             | Fecha 4       | Fecha 4 |
| Local             | Resultado | Visitante            | Estadio             | Fecha         | Hora    |
| ----------------- | --------- | -------------------- | ------------------- | ------------- | ------- |
| Deportivo Armenio | 3 - 2     | Fénix                | Armenia             | 15 de febrero | 17:00   |
| Comunicaciones    | 0 - 1     | Villa San Carlos     | Alfredo Ramos       | 15 de febrero | 17:00   |
| San Telmo         | 2 - 1     | UAI Urquiza          | Dr. Osvaldo Baletto | 15 de febrero | 17:00   |
| Colegiales        | 3 - 1     | Sacachispas          | Colegiales          | 16 de febrero | 17:00   |
| Tristán Suárez    | 2 - 1     | Almirante Brown      | 20 de Octubre       | 16 de febrero | 17:00   |
| San Miguel        | 0 - 0     | Acassuso             | Malvinas Argentinas | 16 de febrero | 17:00   |
| Flandria          | 3 - 1     | Talleres (RdE)       | Carlos V            | 16 de febrero | 17:00   |
| J. J. de Urquiza  | 2 - 1     | Argentino de Quilmes | Ramón Roque Martín  | 16 de febrero | 17:00   |
| Los Andes         | 1 - 0     | Defensores Unidos    | Eduardo Gallardón   | 18 de febrero | 21:10   |

| Fecha 5              | Fecha 5   | Fecha 5           | Fecha 5                      | Fecha 5       | Fecha 5 |
| Local                | Resultado | Visitante         | Estadio                      | Fecha         | Hora    |
| -------------------- | --------- | ----------------- | ---------------------------- | ------------- | ------- |
| UAI Urquiza          | 1 - 1     | Flandria          | Monumental de Villa Lynch    | 22 de febrero | 17:00   |
| Acassuso             | 1 - 0     | Comunicaciones    | Armenia                      | 22 de febrero | 17:00   |
| Villa San Carlos     | 2 - 1     | Colegiales        | Genacio Sálice               | 22 de febrero | 17:00   |
| Talleres (RdE)       | 0 - 0     | Los Andes         | Talleres                     | 22 de febrero | 17:00   |
| Argentino de Quilmes | 1 - 0     | San Miguel        | Argentino de Quilmes         | 22 de febrero | 17:00   |
| Fénix                | 1 - 3     | San Telmo         | José Manuel Moreno           | 23 de febrero | 17:00   |
| Sacachispas          | 0 - 0     | Tristán Suárez    | Beto Larrosa                 | 23 de febrero | 17:00   |
| Defensores Unidos    | 0 - 2     | J. J. de Urquiza  | Gigante de Villa Fox         | 23 de febrero | 17:00   |
| Almirante Brown      | 2 - 0     | Deportivo Armenio | Fragata Presidente Sarmiento | 25 de febrero | 17:30   |

| Fecha 6           | Fecha 6   | Fecha 6              | Fecha 6             | Fecha 6       | Fecha 6 |
| Local             | Resultado | Visitante            | Estadio             | Fecha         | Hora    |
| ----------------- | --------- | -------------------- | ------------------- | ------------- | ------- |
| Comunicaciones    | 2 - 1     | Argentino de Quilmes | Alfredo Ramos       | 29 de febrero | 17:00   |
| San Telmo         | 0 - 0     | Almirante Brown      | Dr. Osvaldo Baletto | 29 de febrero | 17:00   |
| Deportivo Armenio | 0 - 0     | Sacachispas          | Armenia             | 29 de febrero | 17:00   |
| Flandria          | 1 - 0     | Fénix                | Carlos V            | 29 de febrero | 17:00   |
| Los Andes         | 0 - 1     | UAI Urquiza          | Eduardo Gallardón   | 29 de febrero | 17:00   |
| Villa San Carlos  | 3 - 0     | Acassuso             | Genacio Sálice      | 1 de marzo    | 17:00   |
| San Miguel        | 1 - 1     | Defensores Unidos    | Malvinas Argentinas | 1 de marzo    | 17:00   |
| Colegiales        | 1 - 0     | Tristán Suárez       | Colegiales          | 1 de marzo    | 17:00   |
| J. J. de Urquiza  | 1 - 0     | Talleres (RdE)       | Ramón Roque Martín  | 2 de marzo    | 17:00   |

| Fecha 7              | Fecha 7   | Fecha 7           | Fecha 7                      | Fecha 7     | Fecha 7 |
| Local                | Resultado | Visitante         | Estadio                      | Fecha       | Hora    |
| -------------------- | --------- | ----------------- | ---------------------------- | ----------- | ------- |
| Fénix                | 0 - 0     | Los Andes         | Armenia                      | 6 de marzo  | 17:00   |
| Acassuso             | 2 - 1     | Colegiales        | Armenia                      | 7 de marzo  | 17:00   |
| Tristán Suárez       | 2 - 1     | Deportivo Armenio | 20 de Octubre                | 7 de marzo  | 17:00   |
| Argentino de Quilmes | 0 - 0     | Villa San Carlos  | Argentino de Quilmes         | 8 de marzo  | 17:00   |
| UAI Urquiza          | 1 - 0     | J. J. de Urquiza  | Monumental de Villa Lynch    | 8 de marzo  | 17:00   |
| Almirante Brown      | 1 - 1     | Flandria          | Fragata Presidente Sarmiento | 8 de marzo  | 17:00   |
| Defensores Unidos    | 1 - 1     | Comunicaciones    | Gigante de Villa Fox         | 9 de marzo  | 17:00   |
| Sacachispas          | 1 - 0     | San Telmo         | Beto Larrosa                 | 9 de marzo  | 17:00   |
| Talleres (RdE)       | 1 - 2     | San Miguel        | Talleres                     | 10 de marzo | 20:00   |

| Fecha 8          | Fecha 8   | Fecha 8              | Fecha 8             | Fecha 8     | Fecha 8 |
| Local            | Resultado | Visitante            | Estadio             | Fecha       | Hora    |
| ---------------- | --------- | -------------------- | ------------------- | ----------- | ------- |
| Los Andes        | 1 - 3     | Almirante Brown      | Eduardo Gallardón   | 14 de marzo | 13:10   |
| Comunicaciones   | 2 - 1     | Talleres (RdE)       | Alfredo Ramos       | 14 de marzo | 14:10   |
| Colegiales       | 1 - 2     | Deportivo Armenio    | Colegiales          | 14 de marzo | 16:00   |
| San Miguel       | 2 - 4     | UAI Urquiza          | Malvinas Argentinas | 14 de marzo | 16:00   |
| Acassuso         | 1 - 0     | Argentino de Quilmes | Armenia             | 14 de marzo | 16:00   |
| Villa San Carlos | 2 - 1     | Defensores Unidos    | Genacio Sálice      | 15 de marzo | 16:00   |
| San Telmo        | 0 - 3     | Tristán Suárez       | Dr. Osvaldo Baletto | 15 de marzo | 16:00   |
| Flandria         | 2 - 2     | Sacachispas          | Carlos V            | 15 de marzo | 16:00   |
| J. J. de Urquiza | 2 - 1     | Fénix                | Ramón Roque Martín  | 15 de marzo | 16:00   |

1. ↑  Suspendido a los 30 minutos del segundo tiempo por falta de ambulancia cuando ganaba Flandria por 1 a 0. Se completó el 25 de febrero a partir de las 17:15.
2. ↑  Suspendido por las condiciones climáticas. Se jugó el 29 de noviembre, a partir de las 17:10.

## Tabla general de posiciones
Es la sumatoria de los puntos obtenidos en ambos torneos, Apertura y Clausura. Iba a usarse para determinar el descenso y los eventuales clasificados al Torneo reducido por el segundo ascenso.
| Pos. | Equipo               | Pts. | PJ | PG | PE | PP | GF | GC | Dif. |
| ---- | -------------------- | ---- | -- | -- | -- | -- | -- | -- | ---- |
| 01.º | Almirante Brown      | 45   | 25 | 12 | 9  | 4  | 27 | 14 | 13   |
| 02.º | Comunicaciones       | 45   | 25 | 13 | 6  | 6  | 30 | 19 | 11   |
| 03.º | Tristán Suárez       | 43   | 25 | 12 | 7  | 6  | 32 | 21 | 11   |
| 04.º | Villa San Carlos     | 43   | 25 | 12 | 7  | 6  | 28 | 17 | 11   |
| 05.º | J. J. de Urquiza     | 43   | 25 | 13 | 4  | 8  | 32 | 26 | 6    |
| 06.º | Acassuso             | 38   | 25 | 9  | 11 | 5  | 31 | 25 | 6    |
| 07.º | UAI Urquiza          | 37   | 25 | 10 | 7  | 8  | 32 | 31 | 1    |
| 08.º | Los Andes            | 36   | 25 | 10 | 6  | 9  | 25 | 24 | 1    |
| 09.º | Talleres (RdE)       | 35   | 25 | 9  | 8  | 8  | 28 | 26 | 2    |
| 10.º | San Telmo            | 35   | 25 | 10 | 5  | 10 | 28 | 27 | 1    |
| 11.º | Defensores Unidos    | 34   | 25 | 8  | 10 | 7  | 24 | 24 | 0    |
| 12.º | Flandria             | 33   | 25 | 7  | 12 | 6  | 34 | 27 | 7    |
| 13.º | Deportivo Armenio    | 30   | 25 | 8  | 6  | 11 | 29 | 35 | −6   |
| 14.º | Argentino de Quilmes | 27   | 25 | 7  | 6  | 12 | 20 | 33 | −13  |
| 15.º | San Miguel           | 25   | 25 | 5  | 10 | 10 | 18 | 27 | −9   |
| 16.º | Colegiales           | 20   | 25 | 4  | 8  | 13 | 24 | 36 | −12  |
| 17.º | Sacachispas          | 18   | 25 | 2  | 12 | 11 | 17 | 31 | −14  |
| 18.º | Fénix                | 18   | 25 | 4  | 6  | 15 | 16 | 32 | −16  |

|  | Ganador del Torneo Apertura. Estaba clasificado a la final por el campeonato.                                                                                              |
|  | Los equipos que ocuparan estas posiciones al finalizar la disputa habrían participado, en algún momento, del torneo reducido por el segundo ascenso a la Primera Nacional. |
|  | El equipo que ocupara esta posición al finalizar la disputa habría descendido a la Primera C.                                                                              |

#### Evolución de las posiciones
| Equipo / Fecha       | 1    | 2    | 3    | 4    | 5    | 6    | 7    | 8    | 9    | 10   | 11   | 12   | 13   | 14   | 15   | 16   | 17   | 18   | 19   | 20   | 21   | 22   | 23   | 24   | 25   |
| -------------------- | ---- | ---- | ---- | ---- | ---- | ---- | ---- | ---- | ---- | ---- | ---- | ---- | ---- | ---- | ---- | ---- | ---- | ---- | ---- | ---- | ---- | ---- | ---- | ---- | ---- |
| Acassuso             | 18.º | 08.º | 09.º | 11.º | 12.º | 12.º | 12.º | 13.º | 14.º | 14.º | 14.º | 13.º | 13.º | 13.º | 13.º | 12.º | 12.º | 13.º | 10.º | 10.º | 10.º | 09.º | 10.º | 07.º | 08.º |
| Almirante Brown      | 03.º | 05.º | 08.º | 07.º | 11.º | 10.º | 06.º | 04.º | 07.º | 03.º | 02.º | 01.º | 01.º | 01.º | 01.º | 01.º | 01.º | 01.º | 01.º | 02.º | 02.º | 01.º | 01.º | 01.º | 01.º |
| Argentino de Quilmes | -    | 18.º | 18.º | 18.º | 15.º | 15.º | 17.º | 15.º | 13.º | 13.º | 13.º | 14.º | 14.º | 14.º | 14.º | 14.º | 14.º | 14.º | 13.º | 14.º | 14.º | 14.º | 14.º | 14.º | 14.º |
| Colegiales           | 08.º | 13.º | 11.º | 08.º | 10.º | 13.º | 13.º | 14.º | 15.º | 15.º | 15.º | 15.º | 16.º | 17.º | 17.º | 17.º | 17.º | 17.º | 17.º | 17.º | 16.º | 16.º | 16.º | 16.º | 16.º |
| Comunicaciones       | 04.º | 02.º | 03.º | 03.º | 06.º | 06.º | 03.º | 06.º | 09.º | 07.º | 09.º | 04.º | 03.º | 06.º | 04.º | 05.º | 03.º | 02.º | 02.º | 01.º | 01.º | 02.º | 02.º | 02.º | 02.º |
| Defensores Unidos    | 04.º | 03.º | 01.º | 01.º | 03.º | 07.º | 10.º | 10.º | 11.º | 09.º | 05.º | 09.º | 07.º | 09.º | 08.º | 08.º | 09.º | 07.º | 05.º | 05.º | 08.º | 10.º | 09.º | 10.º | 11.º |
| Deportivo Armenio    | 14.º | 16.º | 15.º | 12.º | 09.º | 05.º | 09.º | 09.º | 12.º | 12.º | 11.º | 07.º | 10.º | 07.º | 06.º | 09.º | 10.º | 11.º | 12.º | 13.º | 13.º | 13.º | 13.º | 13.º | 13.º |
| Fénix                | 16.º | 09.º | 12.º | 14.º | 16.º | 17.º | 15.º | 16.º | 16.º | 16.º | 16.º | 17.º | 15.º | 16.º | 16.º | 15.º | 16.º | 16.º | 16.º | 16.º | 17.º | 17.º | 17.º | 17.º | 18.º |
| Flandria             | 02.º | 01.º | 04.º | 04.º | 08.º | 04.º | 08.º | 11.º | 08.º | 10.º | 10.º | 06.º | 09.º | 11.º | 11.º | 11.º | 11.º | 12.º | 14.º | 12.º | 12.º | 11.º | 11.º | 12.º | 12.º |
| J. J. de Urquiza     | 14.º | 17.º | 16.º | 16.º | 13.º | 11.º | 07.º | 05.º | 03.º | 05.º | 06.º | 10.º | 08.º | 04.º | 05.º | 03.º | 05.º | 06.º | 04.º | 07.º | 06.º | 04.º | 03.º | 05.º | 05.º |
| Los Andes            | -    | 09.º | 05.º | 05.º | 02.º | 02.º | 04.º | 07.º | 04.º | 06.º | 07.º | 12.º | 11.º | 10.º | 09.º | 06.º | 08.º | 05.º | 08.º | 06.º | 05.º | 07.º | 08.º | 06.º | 07.º |
| Sacachispas          | 06.º | 14.º | 14.º | 15.º | 17.º | 18.º | 18.º | 18.º | 18.º | 17.º | 17.º | 18.º | 18.º | 18.º | 18.º | 18.º | 18.º | 18.º | 18.º | 18.º | 18.º | 18.º | 18.º | 18.º | 17.º |
| San Miguel           | 08.º | 15.º | 17.º | 17.º | 18.º | 14.º | 16.º | 17.º | 17.º | 18.º | 18.º | 16.º | 17.º | 15.º | 15.º | 16.º | 15.º | 15.º | 15.º | 15.º | 15.º | 15.º | 15.º | 15.º | 15.º |
| San Telmo            | -    | 06.º | 06.º | 10.º | 05.º | 08.º | 05.º | 02.º | 01.º | 01.º | 03.º | 02.º | 02.º | 05.º | 07.º | 10.º | 06.º | 08.º | 09.º | 09.º | 09.º | 08.º | 06.º | 08.º | 10.º |
| Talleres (RdE)       | 17.º | 11.º | 13.º | 13.º | 14.º | 16.º | 14.º | 12.º | 10.º | 11.º | 12.º | 08.º | 06.º | 03.º | 02.º | 04.º | 04.º | 04.º | 03.º | 03.º | 04.º | 06.º | 07.º | 09.º | 09.º |
| Tristán Suárez       | 01.º | 04.º | 02.º | 02.º | 01.º | 01.º | 01.º | 01.º | 02.º | 04.º | 01.º | 03.º | 05.º | 08.º | 10.º | 07.º | 06.º | 08.º | 06.º | 04.º | 03.º | 03.º | 05.º | 04.º | 03.º |
| UAI Urquiza          | 06.º | 12.º | 10.º | 08.º | 07.º | 09.º | 11.º | 08.º | 05.º | 08.º | 08.º | 11.º | 12.º | 12.º | 12.º | 13.º | 13.º | 10.º | 11.º | 11.º | 11.º | 12.º | 12.º | 11.º | 06.º |
| Villa San Carlos     | -    | 07.º | 07.º | 06.º | 04.º | 03.º | 02.º | 03.º | 06.º | 02.º | 04.º | 05.º | 04.º | 02.º | 03.º | 02.º | 02.º | 03.º | 07.º | 08.º | 07.º | 05.º | 04.º | 03.º | 04.º |

| 1. 2. |

## Goleadores
| Jugador         | Equipo            | Goles | Jugada | Cabeza | T. libre | Penal |
| --------------- | ----------------- | ----- | ------ | ------ | -------- | ----- |
| Milton Giménez  | Comunicaciones    | 13    | 10     | 3      | 0        | 0     |
| Christian Soria | Deportivo Armenio | 12    | 8      | 1      | 0        | 3     |
| Manuel López    | Flandria          | 11    | 8      | 3      | 0        | 0     |
| Daniel Vega     | UAI Urquiza       | 11    | 3      | 2      | 0        | 6     |
| Franco Toloza   | Colegiales        | 7     | 5      | 2      | 0        | 0     |

## Entrenadores
| Listado de entrenadores         | Listado de entrenadores | Listado de entrenadores |
| Equipo                          | Entrenador/es           | Fechas                  |
| ------------------------------- | ----------------------- | ----------------------- |
| Acassuso                        | Rodolfo Della Picca     | 1.ª en adelante         |
| Almirante Brown                 | Jorge Benítez           | 1.ª en adelante         |
| Argentino de Quilmes            | Pedro Monzón            | 1.ª en adelante         |
| Colegiales                      | Alejandro Nanía         | 1.ª en adelante         |
| Comunicaciones                  | Marcelo Franchini       | 1.ª en adelante         |
| Defensores Unidos               | Darío Lema              | 1.ª en adelante         |
| Deportivo Armenio               | José Luis Villarreal    | 1.ª en adelante         |
| Fénix                           | Mauro Navas             | 1.ª en adelante         |
| Flandria                        | Andrés Montenegro       | 1.ª en adelante         |
| Justo José de Urquiza           | Daniel Sagman           | 1.ª en adelante         |
| Los Andes                       | Juan Carlos Kopriva     | 1.ª en adelante         |
| Sacachispas                     | Mariano Campodónico     | 1.ª en adelante         |
| San Miguel                      | Matías De Cicco         | 1.ª en adelante         |
| San Telmo                       | Fabián Lisa             | 1.ª en adelante         |
| Talleres (Remedios de Escalada) | Adrián Czornomaz        | 1.ª en adelante         |
| Tristán Suárez                  | Aníbal Biggeri          | 1.ª en adelante         |
| UAI Urquiza                     | Christian Bassedas      | 1.ª en adelante         |
| Villa San Carlos                | Jorge Vivaldo           | 1.ª en adelante         |